# Superstar (Toy-Box-dal)
A Superstar című dal a dán Toy-Box nevű duó első kimásolt kislemeze a Toy Ride című albumról, mely 2001-ben jelent meg.

## Megjelenések
Maxi CD  Németország  Edel Records – 0128695 ERE
1. Superstar (Original Radio Edit) 3:07
2. Superstar (Larz Crimee Remix - Radio Version) 3:57 Producer – Sidelmann, Bertelsen, Remix – Larz Crimee
3. Superstar (P&A's Club Mix) 5:09 Producer – Panman & Ace 45,  Remix – P&A
4. Superstar (Powers Remix!) 4:34 Producer – Adam Powers, Goa Pawer,  Remix – Powers
5. Superstar (Larz Crimee Remix) 4:51 Producer – Sidelmann, Bertelsen, Remix – Larz Crimee

## Slágerlista
| Slágerlista(2001)          | Legjobb helyezés |
| -------------------------- | ---------------- |
| Hollandia (Tipparade)      | 6                |
| Hollandia (Single Top 100) | 41               |